# Мышев
Мы́шев (укр. Мишів) — село в Иваничевской поселковой общине Владимирского района Волынской области Украины.
До 2020 года входило в Иваничевский район.
Код КОАТУУ — 0721183401. Население по переписи 2001 года составляет 884 человека. Почтовый индекс — 45326. Телефонный код — 3372. Занимает площадь 12,7 км².